# Phaistos (Sohn des Boros)
Phaistos (altgriechisch Φαίστος Phaístos, lateinisch Phaestus), der Sohn des Boros, war in der griechischen Mythologie ein Teilnehmer am Trojanischen Krieg.
Er war Maeonier und stammte aus der Stadt Tarne in Lydien. Phaistos wollte im Kampf den Streitwagen des Idomeneus erklimmen. Idomeneus traf ihn mit seinem Speer an der rechten Schulter und tötete ihn so.